# Michail Sergejewitsch Tjuljapkin
Michail Sergejewitsch Tjuljapkin (russisch Михаил Сергеевич Тюляпкин; * 4. Mai 1984 in Gorki, Russische SFSR) ist ein russischer Eishockeyspieler, der zuletzt bis Februar 2016 bei Amur Chabarowsk in der Kontinentalen Hockey-Liga unter Vertrag stand.

## Karriere
Michail Tjuljapkin begann seine Karriere als Eishockeyspieler im Nachwuchsbereich des HK ZSKA Moskau, für den er bis 2001 aktiv war. Anschließend wechselte der Verteidiger zu Torpedo Nischni Nowgorod, mit dem er in der Saison 2002/03 als Meister der zweitklassigen Wysschaja Liga den Aufstieg in die Superliga erreichte. Zuvor war er bereits im NHL Entry Draft 2002 in der neunten Runde als insgesamt 268. Spieler von den Minnesota Wild ausgewählt worden, für die er allerdings nie spielte. Stattdessen blieb der Linksschütze in Russland, wo er von 2004 bis 2006 für Metallurg Nowokusnezk in der Superliga auf dem Eis stand. Daraufhin erhielt er einen Vertrag bei dessen Ligarivalen Ak Bars Kasan, mit dem er in der Saison 2006/07 zunächst im Meisterschafts-Finale am HK Metallurg Magnitogorsk scheiterte, ehe er 2008 mit Kasan auf europäischer Ebene den IIHF Continental Cup gewann. 
Zur Saison 2008/09 unterschrieb Tjuljapkin einen Vertrag  bei Torpedo Nischni Nowgorod aus der neu gegründeten Kontinentalen Hockey-Liga und stand dort bis September 2010 unter Vertrag. Danach folgte eine Saison beim HK Jugra Chanty-Mansijsk, ehe er im Mai 2011 zu Torpedo zurückkehrte.

### International
Für Russland nahm Tjuljapkin an der U20-Junioren-Weltmeisterschaft 2004, bei der er mit seiner Mannschaft den fünften Platz belegte.

## Erfolge und Auszeichnungen
- 2003 Meister der Wysschaja Liga und Aufstieg in die Superliga mit Torpedo Nischni Nowgorod
- 2007 Russischer Vizemeister mit Ak Bars Kasan
- 2008 IIHF-Continental-Cup-Gewinn mit Ak Bars Kasan

## KHL-Statistik
(Stand: Ende der Saison 2010/11)